# 白泥井镇 (达拉特旗)
白泥井镇是中华人民共和国内蒙古自治区鄂尔多斯市达拉特旗下辖的一个镇。

## 行政区划
白泥井镇下辖以下村级行政区划单位：
白泥井村、柴登壕村、候家营子村、道劳窑子村、海勒素村、七份子村和唐公营子村。